# 윤춘기
윤춘기(2000년 ~ )는 대한민국의 사진 문화기관단체인(예술인)이자 사진작가이다.
18살에 처음 창업을 시작하여 주로 국가기관인 여성가족부, 부산시청, 국회의사당 등에서 세미나, 행사 촬영을 하였고 같은 시기에 대한민국 청소년들의 사진 활동 진흥을 위해 사진협회를 창립하였다.
| 윤춘기 | 윤춘기                                 |
| ------ | -------------------------------------- |
| 본명   | 윤춘기 보관됨 2021-06-02 - 웨이백 머신 |
| 출생   | 2000년 10월 13일 대한민국 서울특별시   |
| 거주지 | 대한민국 충남 천안시                   |
| 성별   | 남성                                   |
| 국적   | 대한민국                               |
| 직업   | 사진작가, 문화기관단체인               |

## 학력사항
- 김해건설공업고등학교 건축디자인과
- 백석문화대학교 광고홍보전공

## 경력
- 한국 청소년 사진협회 협회장
- 스튜디오 포토360 대표이사
- (주)KYP 사진팀장
- 제이에스홀딩 디자인팀/사원
- 상명대학교 문화예술대학 특별강의 자문 강사
- 연세대학교  [스마트폰 사진의 체감 화질에 근거한 선호도 평가 방법 연구] 연구실험 사진작가
- 무주 덕유산 리조트 스키지도사

## 자격증
- 사진기능사
- 건축도장기능사
- 스키지도사
- SNS마케팅전문가
- 오픈워터 스쿠버다이버

## 작품수록 • 전시
- "울고 싶을 땐 울어도 돼" 시/에세이 페이지 사진 수록
- 2018 서울 경복궁역 메트로 미술관 사진전시

## 수상기록
- 2017 김해건설공업고등학교 교내사진대회 최우수상
- 2016 김해건설공업고등학교 교내사진대회 우수상
- 2018 서울특별시 중랑구청 우수 자원봉사자 표창
- 2021 국제 디자인 트렌드 대전  디지털 사진부문 입상
- 여성가족부 "Do project 150" 축하장

## 기타사항
- 2017 CJ헬로비전 경남방송 명예기자
- 2017 대한민국 정부 초청 국가간 청소년 국제교류 한국 청소년 대표
- 2018 대한민국 정부 초청 국가간 청소년 국제교류 한국 청소년 대표
- 2018 KNN부산방송 시민기자
- 2018 여성가족부 한국청소년활동진흥원 청소년활동 홍보단
- 2021 여성가족부 한국청소년활동진흥원 청소년활동 홍보단
- 2021 네이버 엑스퍼트 사진분야 전문가